# Helly Luv
Helly Luv, właśc. Helan Abdulla (ur. 16 listopada 1988 w Urmii) – kurdyjska piosenkarka, tancerka, aktorka oraz modelka. Na międzynarodowej scenie muzycznej zwróciła uwagę mediów wydając w 2013 roku debiutancki singiel Risk It All.

## Życiorys

### Młodość
Helan urodziła 16 listopada 1988 roku w Umie w kurdyjskiej rodzinie; były to wówczas ostatnie dni wojny iracko-irańskiej. Niedługi czas potem cała rodzina, uciekając przed represjami ze strony reżimu Saddama Husajna, wyjechała do Turcji, skąd następnie przedostała się do Finlandii. Tam Helly zaczęła uczęszczać na śpiewy chóru, uczyć się gry na pianinie oraz aktorstwa. Jej największą pasją pozostał jednak taniec, co udowodniła biorąc udział w European Dance Championships, a następnie podpisując pięcioletni kontrakt z Nike Women.

### Kariera muzyczna
W 2006 roku 18-letnia wówczas Helly wyjechała do Los Angeles. W USA starała się zwrócić na siebie uwagę różnych producentów muzycznych, jednak nikt nie był zainteresowany jej talentem. W okresie, kiedy planowała już powrót do Finlandii, na swoim koncie Myspace otrzymała wiadomość od muzyka oraz producenta muzycznego Los Da Mystro, który współpracował już między innymi z takimi artystami jak Boyz II Men, Elvin Jones czy Before Dark. Muzyk zaproponował Helly podpisanie kontraktu, co piosenkarka przyjęła z wielkim entuzjazmem. Dzięki umowie otrzymała szansę poznania i nawiązania współpracy z innym muzykiem oraz producentem, którym był The-Dream.
Zimą 2013 roku Helly Luv podpisuje kontrakt z wytwórnią muzyczną G2 Music Group, która w tym samym roku wydaje jej pierwszy singiel Risk It All. Piosenka w bardzo szybkim czasie zyskała popularność w Finlandii, a piosenkarka zostaje ochrzczona przez media „kurdyjską Shakirą”. Rok później, po nakręceniu teledysku do piosenki, Helly Luv przyciągnęła uwagę również mediów w innych zachodnich państwach oraz na Bliskim Wschodzie. Dużo kontrowersji wzbudziły w teledysku odwołania do kurdyjskiej walki o niepodległość, jak na przykład kobiety symbolizujące peszmergów. Piosenkarka zaczęła otrzymywać wiele gróźb śmierci, rzekomo kierowanych ze strony grup islamistycznych. Sama komentowała sprawę słowami: „chciałabym stworzyć coś na kształt rewolucji, coś nowego, czego jeszcze nie robiono w Kurdystanie. Rozumiem, że to może wywołać szum”.
W 2015 roku Helly Luv zaczęła kręcić zdjęcia do teledysku swojego drugiego singla Revolution. Zdjęcia kręcono w opuszczonej wiosce niedaleko Mosulu, w której żołnierze kurdyjscy walczyli wcześniej z bojownikami Państwa Islamskiego. Podczas nagrywania zdjęć, linia frontu znajdowała się parę kilometrów od planu.

### Kariera filmowa
W 2014 roku Helly Luv zagrała jedną z głównych ról w filmie Mardan, w reżyserii Batina Ghobadiego. Producentem był irański reżyser pochodzenia kurdyjskiego Bahman Ghobadi, który nakręcił między innymi Gdyby żółwie mogły latać czy Czas pijanych koni. Tego samego roku, Helly uczestniczyła – jako pierwsza w historii kurdyjska aktorka – w Międzynarodowym Festiwalu Filmowym w Toronto.

## Działalność charytatywna
W 2014 roku Helly Luv założyła organizację non-profit Luv House, której celem jest niesienie pomocy ludziom oraz zwierzętom na terenie Kurdystanu. Jedną z bardziej głośnych akcji przeprowadzonych przez organizację, było doprowadzenie do zamknięcia zoo Gelkand Park, uważanego za jedno z najbardziej niehumanitarnych ogrodów zoologicznych na świecie. Luv House we współpracy między innymi z Animal Rights Kurdistan, Women’s International Network Erbil czy Kurdistan Organization for Animal Rights Protection, razem z właścicielem zoo, doprowadzili do zamknięcia placówki oraz przeniesienia zwierząt do nowo otwartego zoo w Irbilu.

## Dyskografia

### Single
- Risk It All (2013)
- Revolution (2015)

## Filmografia
- Mardan (2014)